# Coleophora opacella
Coleophora opacella é uma espécie de mariposa do gênero Coleophora pertencente à família Coleophoridae.